# Dogz
Dogz – polski zespół heavymetalowy, działający w latach 1994-1996.
Grupa utworzona przez Leszka Dziarka była bezpośrednią kontynuacją jego wcześniejszego projektu Holy Dogs. Uwieńczeniem kilkuletniej pracy zespołu było wydanie w marcu 1996 roku albumu Dogz, zawierającego zarówno zupełnie nowe kompozycje, jak i starsze, z czasów Holy Dogs nagrane w nowych aranżacjach.

## Muzycy
- Leszek Dziarek – śpiew, perkusja
- Marcin Domański – gitara
- Tomasz Butryn – instrumenty klawiszowe
- Marek Myszka – gitara basowa
- Stefan Langiewicz – perkusja

## Dyskografia
- Dogz (1996, CD)